# عقد 1480
عقد 1480 هو عقد امتد بين 1 يناير 1480 و31 ديسمبر 1489 بحسب التقويم الميلادي. سبقه عقد 1470 ولحقه عقد 1490.

## أحداث
- معركة بوسوورث (1485)
- معركة ستوكفيلد (1487)
- قرار مجلس الأمن التابع للأمم المتحدة رقم 1483 (1483)
- أول استخدام مكتوب لكلمة كرة القدم لوصف الكرة وذلك في عام 1486.

## مواليد
- ماريا من أراغون (1482)
- عين شاه خاتون (1482)
- مارغريت دوقة سافوي (1480)
- جيوفري بورجيا (1481)
- فرناندو ماجلان (1480)
- فرانثيسكو دي فيتوريا (1483)
- هنري نوريس (1482)
- أياس محمد باشا (1483)
- لوكريسيا بورجيا (1480)
- جو غوانغ جو (1482)
- خير الدين بربروس (1483)

## وفيات
- يوهان الأول، دوق كليفه (1481)
- أنتوني وودفيل (1483)
- محمد باشا الكرماني (1481)
- إيكو سنشين (1481)
- هوجو فان در (1482)
- ريناتو الأول ملك نابولي (1480)
- آنا من سافويا (1480)
- كريستيان الأول ملك الدنمارك (1481)
- مارغريت من سافوي، كونتيسة سان بول (1483)
- فرانسيس فويبس (1483)
- إبراهيم علي العطار (1483)

## كتب
- Yves Denis Papin (1998). Chronologie de l'histoire ancienne. Lieu de publication non identifié: Éditions Jean-paul Gisserot. ISBN:2-87747-346-5. OCLC:40746926. مؤرشف من الأصل في 2022-03-16.
- موسوعة حضارة العالم (2002) لأحمد محمد عوف.

## روابط خارجية
- تصفح سنة بسنة عقد 1480 على موقع onthisday.com
- تصفح سنة بسنة عقد 1480 ابتداءً من سنة عقد 1480 على موقع المكتبة الوطنية الفرنسية